# Lo Hobbit (videogioco 2003)
Lo Hobbit è un videogioco di ruolo che si basa sulle vicende narrate da John Ronald Reuel Tolkien.

## Trama
Lo stregone Gandalf ha sempre sostenuto che Bilbo Baggins, il piccolo hobbit, nasconde in sé molto più di quanto appaia a prima vista. È un nuovo giorno nel flusso infinito di giorni perfetti che si susseguono nella Contea e Bilbo si trova a Casa Baggins, la sua confortevole caverna hobbit. Di solito, la sua principale preoccupazione è domandarsi cosa mangerà al pasto successivo. Ma ben presto, questo pensiero verrà oscurato dalla grande responsabilità che Gandalf affiderà a questo minuscolo personaggio.

## Personaggi principali
- Bilbo Baggins: è il protagonista della storia, uno hobbit pacifico e sereno che riscoprirà di avere un coraggio fuori dalla sua portata.
- Gandalf il grigio: un potente stregone che incita Bilbo ad unirsi alla compagnia dei nani per recuperare il tesoro perduto di Erebor.

## I tredici nani
- Thorin Scudodiquercia
- Balin
- Dwalin
- Dori
- Nori
- Ori
- Bifur
- Bofur
- Bombur
- Glóin
- Óin
- Fili
- Kili

## Personaggi menzionati
- Elrond di Gran Burrone
- Beorn
- Gollum
- Thranduil
- Gwaihir
- Bard

## Personaggi inventati
Nel gioco sono presenti dei personaggi inventati appositamente per il gioco che Bilbo incontrerà più volte durante l'avanzamento di livello. Primo fra tutti un elfo donna di nome Lianna, un elfo silvano che Bilbo incontra per la prima volta all'interno della caverna degli Uomini Neri e che incontrerà una seconda volta a Bosco Atro e infine, ai piedi di Erebor. Un altro personaggio è Balfor dei Colli Ferrosi, un nano prigioniero degli Orchi che incontra Bilbo quando esso si smarrisce all'interno della caverna degli Orchi dopo che la compagnia dei nani viene catturata, Bilbo libererà Balfor dopo aver ucciso la guardia delle prigioni Ugslap, quest'ultimo è un altro personaggio inventato appositamente per il gioco.
Un terzo personaggio è Corwin, un uomo originario di Ponte Lago Lungo smarritosi all'interno di Bosco Atro che Bilbo aiuterà ad uscire e che rincontrerà anch'esso nella pianura sottostante Erebor.
Quando Bilbo si recherà assieme ai nani a Ponte Lago Lungo, riceverà da Bard l'incarico di scoprire chi trafficava le armi all'interno della città. Bilbo scoprirà un accordo fatto tra ladri della città e Orchi, qui Bilbo incontrerà un vecchio ladro di nome Malloc che gli rivelerà qualche oscuro segreto. Successivamente Bilbo scoprirà che il capo dei ladri di Ponte Lago Lungo è Von e che cospirava con gli Orchi per impossessarsi della Freccia Nera. Bilbo incontrerà Calamar, il governatore della città. Ondain, Arburan, Orfus, Rennar l'armiere, Vaden della Casa del Sidro, tutti uomini di Ponte Lago Lungo. Bortan, Orlan, Elik, Rand, i ladri che scoverà Bilbo.

## Hobbit della Contea
Nel gioco sono presenti alcuni Hobbit descritti nel romanzo o inventati apposta per il gioco.
- Ted Sabbioso
- Carl, il figlio di Ted Sabbioso
- Bell Buonabimba
- Hamfast Gamgee
- Hilda
- Sadoc
- Holman
- Holbert
- Hobart

## Nemici principali
- Drago Smaug: il possessore del tesoro della Montagna Solitaria
- Bolg: il capo degli orchi
- I tre uomini neri: Guglielmo, Berto e Maso.

## Nemici secondari
- Negromante. (viene solo menzionato)
- Orchi
- Ragni
- Lupi
- Spettri

## Accoglienza
La rivista Play Generation lo classificò come uno dei quattro migliori titoli basati su Il Signore degli Anelli.